# Jacques Hamel
Jacques Hamel (* 30. November 1930 in Darnétal; † 26. Juli 2016 in Saint-Étienne-du-Rouvray) war ein französischer katholischer Priester. Er wurde bei dem Anschlag in Saint-Étienne-du-Rouvray von zwei Attentätern des Islamischen Staats ermordet, während er in der Kirche Saint-Étienne (Sankt Stephan) die Heilige Messe zelebrierte.

## Wirken
Hamel empfing am 30. Juni 1958 die Priesterweihe und war in den folgenden Jahren in verschiedenen Gemeinden des Erzbistums Rouen tätig. Von 2005 bis zu seiner Ermordung war er Subsidiar in Saint-Étienne-du-Rouvray, wo er schon seit dem Jahr 2000 als Pfarrer tätig gewesen war.

## Würdigung und Gedenken

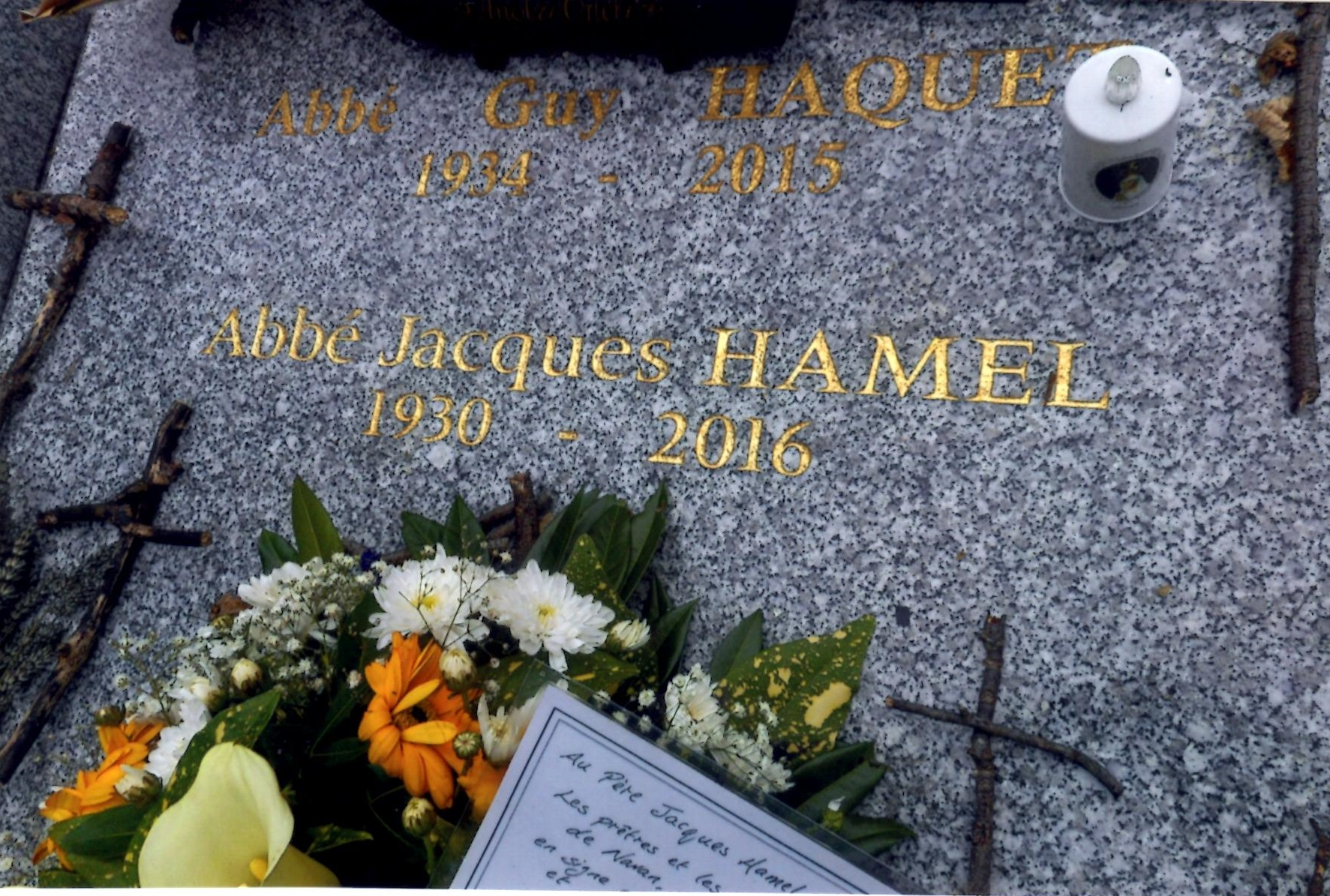
Grab von Jacques Hamel

In dieser Stadt habe der interreligiöse Dialog einen hohen Stellenwert gehabt, erklärte Imam Mohamed Karabila. Die katholische Kirche hatte den Muslimen das Grundstück geschenkt, auf dem sie ihre Moschee errichteten. Karabila, Vorsitzender des regionalen Rats der Muslime, kannte Hamel von regelmäßigen Treffen der Religionsvertreter. Er habe ihn als „Mann des Friedens, der Religion, einen charismatischen Mann“ erlebt, sagte er dem Figaro. Der Tod seines Freundes macht Karabila fassungslos: „Ich kann es nicht begreifen. Wir beten für die Familie und die katholische Gemeinde.“ Ähnlich schrieb die Tageszeitung The Malta Independent am 3. August 2016: „Wir versuchen, dem Vorbild nicht nur von Papst Franziskus, sondern auch dem von Pater Jacques Hamel zu folgen, der den Muslimen in seinem Pfarrbezirk half, ihre Moschee zu errichten, bevor er von zwei IS-Anhängern ermordet wurde.“
Am 2. August 2016 fand in der Kathedrale von Rouen vor mehr als 2000 Menschen und in Anwesenheit hoher geistlicher Würdenträger verschiedener Religionen sowie des französischen Innenministers Bernard Cazeneuve eine Trauerfeier für Hamel statt.
Der Erzbischof Dominique Lebrun von Rouen sammelt Material für eine mögliche Seligsprechung des von Islamisten getöteten Priesters.

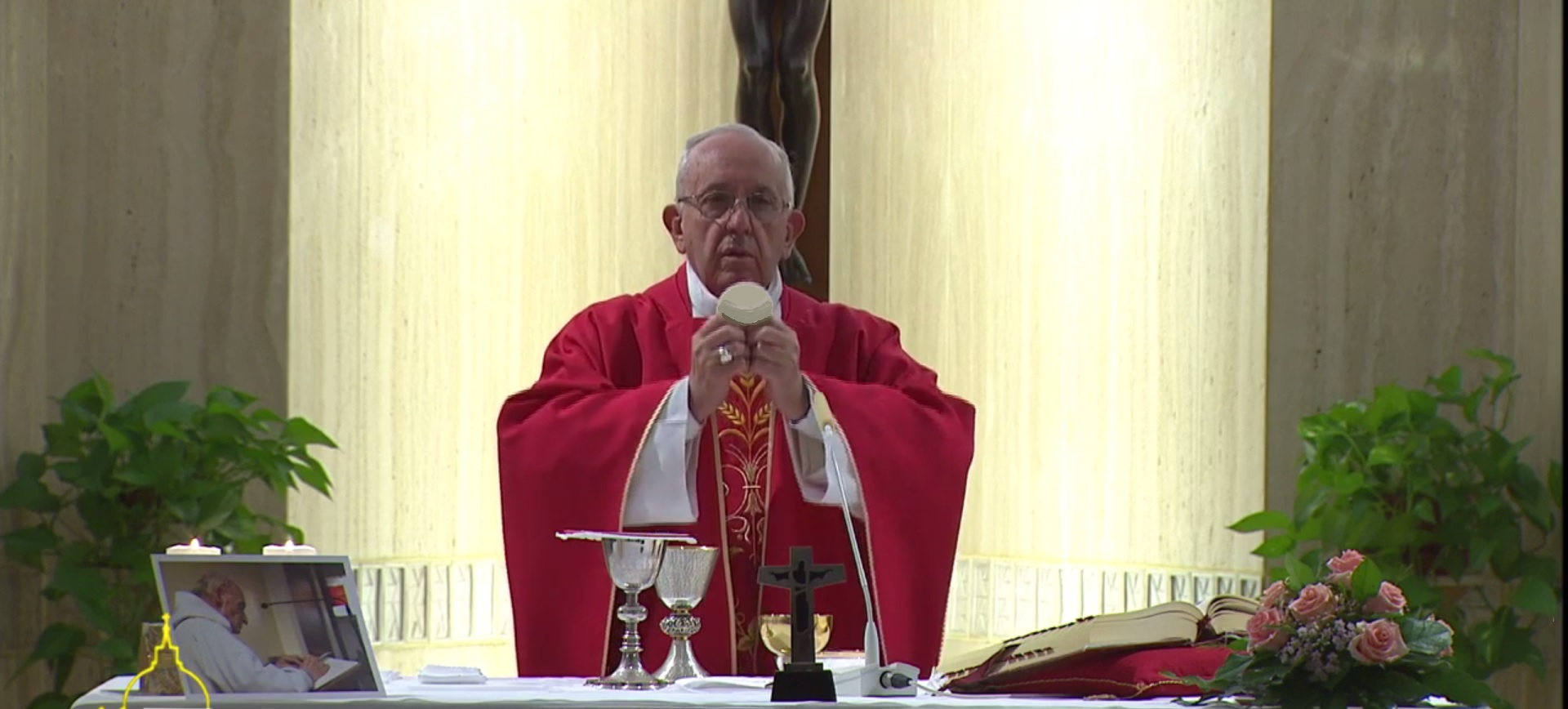
Papst Franziskus feierte am 14. September 2016 mit den Angehörigen von Jacques Hamel die heilige Messe in Santa Marta. Auf dem Altar links ein Bild von Jacques Hamel

Am Mittwoch, dem 14. September 2016, feierte Papst Franziskus in seiner Residenz Santa Marta eine Messe für Jacques Hamel im Beisein von Familienangehörigen sowie dem Erzbischof von Rouen Dominique Lebrun. Hierbei rief der Papst alle Religionen auf, sich von dieser Art der Gewalt zu distanzieren: „Wie sehr wünschte ich, dass alle religiösen Konfessionen klar aussprechen würden: Im Namen Gottes zu töten ist satanisch!“ Franziskus schlug den Bogen vom ersten Opfer am Kreuz, jenem von Jesus, über die Märtyrer der frühen Kirche bis zu den Märtyrern von heute. Die Geschichte der Morde aus Glaubenshass wiederhole sich andauernd und sei aktuell noch blutiger als zu Zeiten der alten Kirche. „Heute werden Christen getötet, gefoltert, eingesperrt, wird ihnen die Kehle durchgeschnitten, weil sie Jesus Christus nicht verleugnen. Damit kommen wir im Rahmen dieser Geschichte zu unserem Père Jacques: Er gehört zu dieser Kette der Märtyrer. Christen leiden heute im Gefängnis, durch Folter oder durch Mord, weil sie Jesus Christus nicht verleugnen, und das lässt uns wirklich die Grausamkeit dieser Verfolgung ermessen.“

## Seligsprechung
Am 2. Oktober 2016 genehmigte Papst Franziskus die Einleitung der Seligsprechung. Die Kongregation für die Selig- und Heiligsprechungsprozesse ist informiert worden, dass Papst Franziskus die übliche Wartezeit von fünf Jahren aufgehoben hat und die offizielle Untersuchung, die den Auftakt des Verfahrens bedeutet, autorisiert. Das Martyrium von Priester Hamel ist die entscheidende Voraussetzung für die Seligsprechung.
Das Seligsprechungsverfahren für Jacques Hamel wurde, laut einer Mitteilung des Erzbischofs von Rouen am 13. April 2017, offiziell eröffnet. In einer ersten Phase wurden auf diözesaner Ebene Dokumente und Zeugnisse gesammelt.
Seit Anfang März 2019 ist dieser Untersuchungsprozess abgeschlossen. Die Unterlagen wurden nach Rom weitergeleitet. Dort erstellt die Heiligsprechungskongregation einen Bericht für den Papst, dem letztendlich die Entscheidung über die Seligsprechung obliegt.